# Karwiny
Karwiny (kašubsky Karwinë) je čtvrtí přímořského města Gdyně v Pomořském vojvodství v severním Polsku. Čtvrť se nenachází přímo u Baltského moře, avšak je od něj vzdálená cca 3,5 km. Název pochází z kaszubského slova karwia, tj. pastvisko. Na počátku 70. let 20. století zde místo obytných bloků byly pole a louky.
Severní hranici katastru tvoří řeka Kacza ústící do Baltského moře. Západní hranici tvoří rychlostní silnice S6, jižní hranici tvoří silnice 474 na ulici Chwaszczyńska a východní hranici katastru čtvrti tvoří železniční trať. Většinu Karwiny tvoří cenné lesy Trojměstského karajinného parku (Trójmiejski Park Krajobrazowy). Pouze jižní část katastru je osídlená.
Čtvrtí Karwiny také protéká potok Źródło Marii (přítok řeky Kacza).

## Další informace
Místem vedou cyklostezky a turistické stezky.

## Galerie

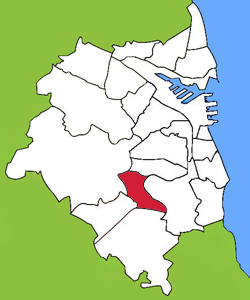
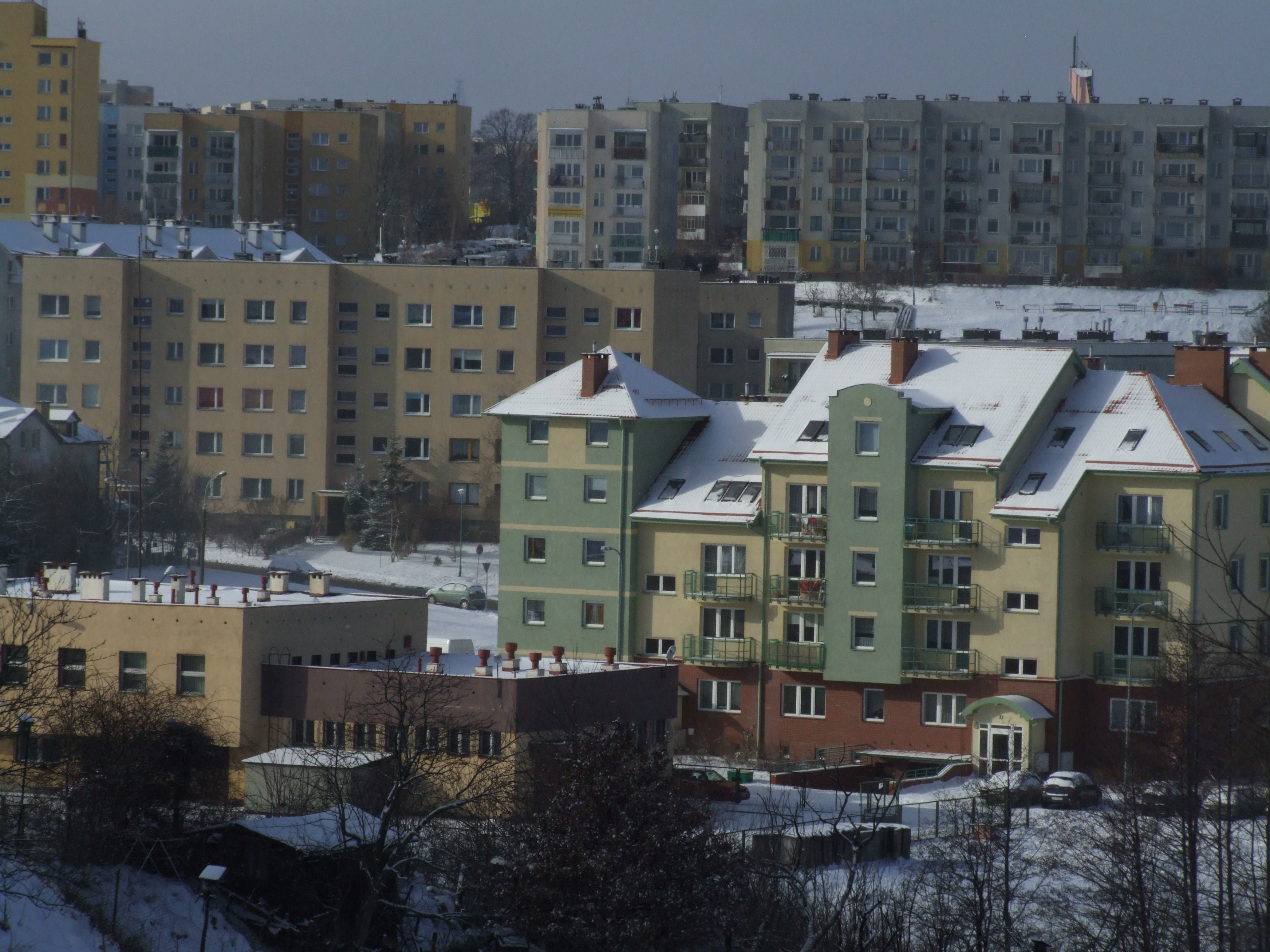
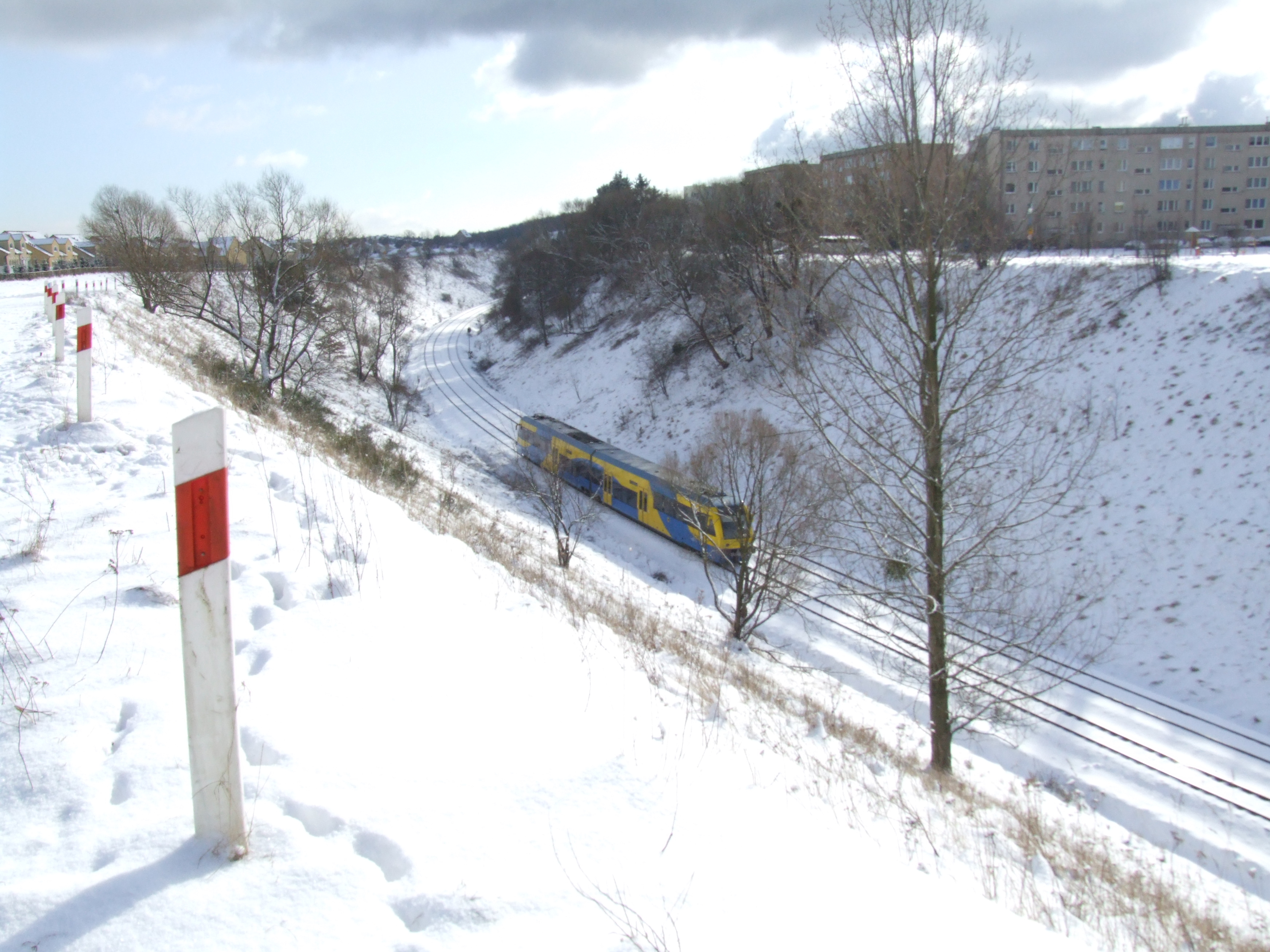
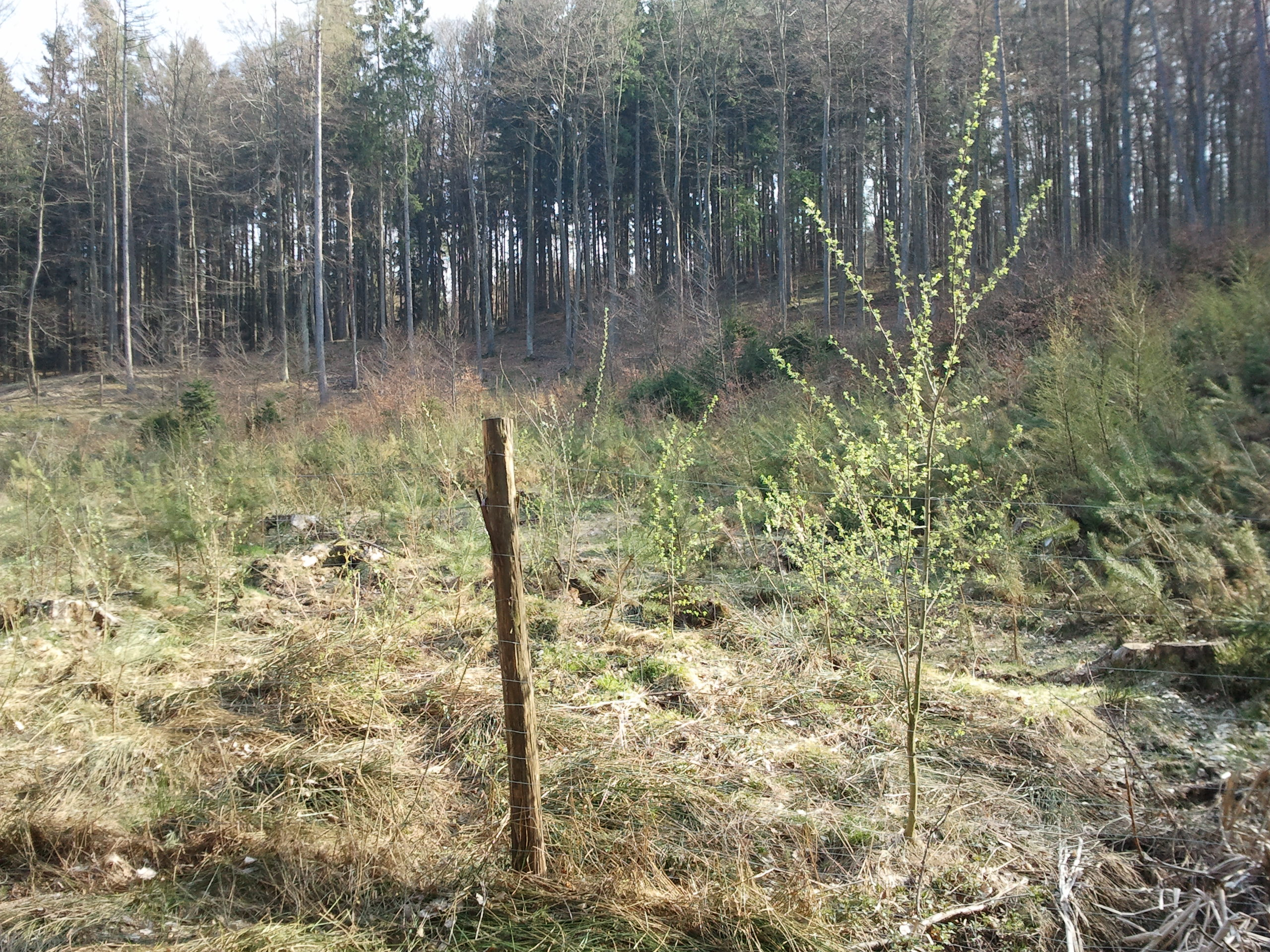